# Науатбек, Акмарал Мараткызы
Акмарал Мараткызы Науатбек (каз. Ақмарал Маратқызы Науатбек; род. 8 января 1999 года, Астана, Казахстан) — казахстанская парадзюдоистка. Чемпионка летних Паралимпийских игр 2024 года в Париже.

## Биография

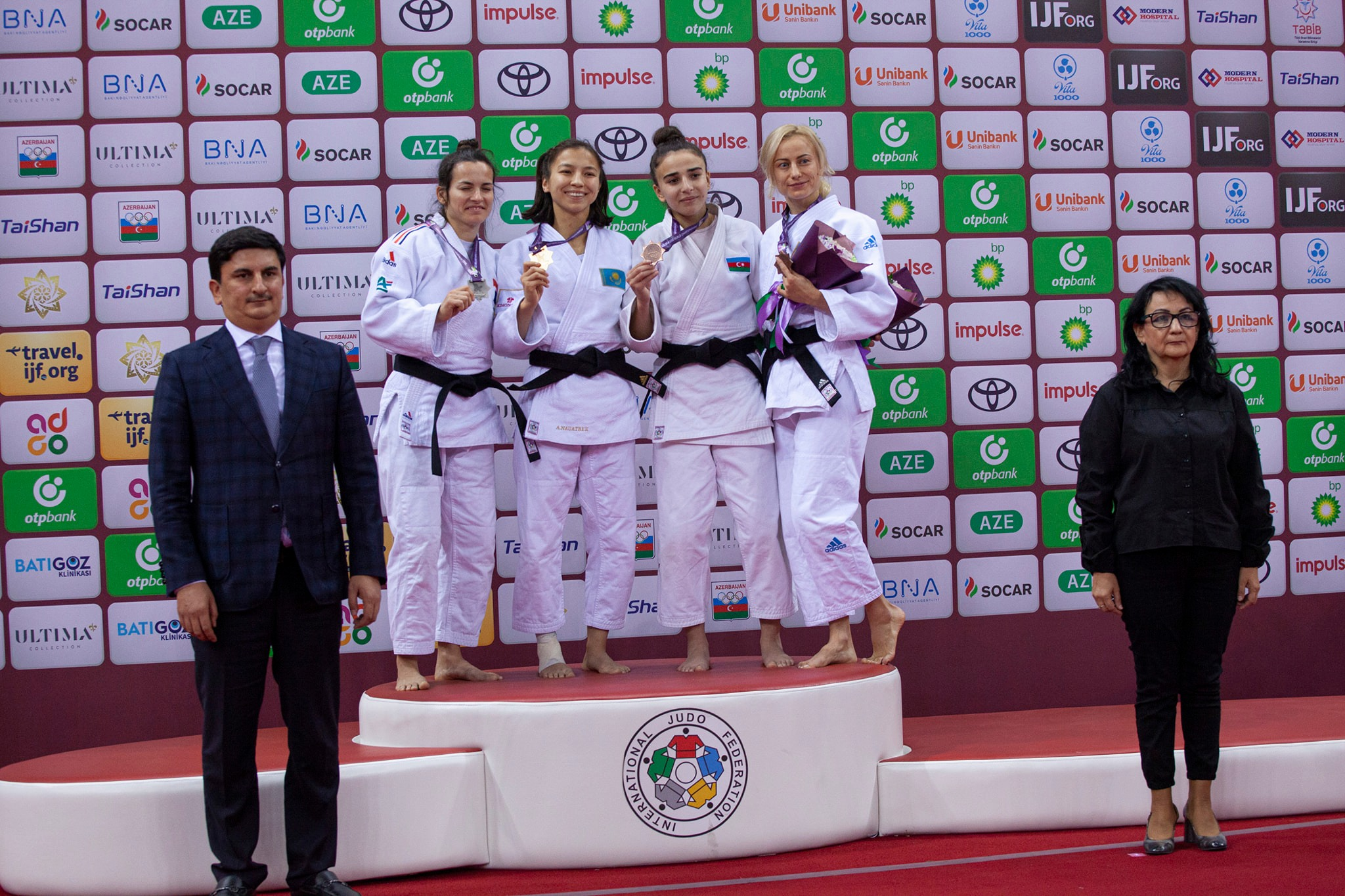
Акмарал Науатбек (вторая слева на пьедестале) на церемонии награждения чемпионата мира 2022 года в Баку

Начала заниматься дзюдо в возрасте 11 лет. Участвовала на молодёжных чемпионатах мира в 2017, 2018 и 2019. После ухудшения зрения в 2021 году перешла в паралимпийское дзюдо. В 2022 году выиграла чемпионат мира по парадзюдо в Баку в категории до 48 кг (класс J2), победив в финале чемпионку Паралимпиады-2016, француженку Сандрин Мартине. В 2023 году победила на Азиатских параиграх-2022 в Ханчжоу в той же весовой категории.
5 сентября 2024 года приняла участие на летних Паралимпийских играх 2024 в Париже в весовой категории до 48 кг (класс J2). В четвертьфинале победила индийскую дзюдоистку Кокилу Каушиклате, в полуфинале — турчанку Джахиде Эке и вышла в финал турнира, где вновь победила француженку Сандрин Мартине и завоевала золотую медаль Паралимпиады.

## Спортивные результаты
| Год  | Турнир                          | Место проведения | Категория    | Место |
| ---- | ------------------------------- | ---------------- | ------------ | ----- |
| 2022 | Чемпионат мира                  | Баку             | до 48 кг, J2 | 1     |
| 2023 | Азиатские Параигры 2022         | Ханчжоу          | до 48 кг, J2 | 1     |
| 2024 | Летние Паралимпийские игры 2024 | Париж            | до 48 кг, J2 | 1     |
| 2025 | Чемпионат мира                  | Астана           | до 52 кг, J2 | 11    |

## Награды
- Орден «Барыс» ІІІ степени (14 сентября 2024 года)[5]